# Estación Colonia Barón
Colonia Barón es una estación ferroviaria ubicada en la localidad de Colonia Barón, en el Departamento Quemú Quemú, Provincia de La Pampa, Argentina.

## Ubicación
La estación se encuentra ubicada a 80 km de la ciudad capital, Santa Rosa y a 580 km de Buenos Aires.

## Servicios
No presta servicios de pasajeros. Sus vías están concesionadas a la empresa de cargas Ferroexpreso Pampeano